# Вознесенівка (Івнянський район)
Вознесенівка (рос. Вознесеновка) — село у Івнянському районі Бєлгородської області Російської Федерації.
Населення становить 916  осіб. Входить до складу муніципального утворення Вознесеновське сільське поселення.

## Історія
Населений пункт розташований у східній частині української суцільної етнічної території — східній Слобожанщині.
Згідно із законом від 20 грудня 2004 року № 159 від 20 грудня 2004 року органом місцевого самоврядування було Вознесеновське сільське поселення.

## Населення
| 2002 | 2010 |
| ---- | ---- |
| 934  | ↘916 |